# Drie karakteristieken
De drie karakteristieken (Pali: tilakkhana) zijn een boeddhistische beschrijving van de wijze waarop dingen en objecten in de wereld aanwezig zijn. Volgens de lering van de drie karakteristieken zijn alle geconditioneerde dingen inconstant (Pali: anicca) en onderhevig aan stress (dukkha). Dit leidt tot de conclusie dat alle dingen daarom ook niet-zelf of zelfloos (anatta) zijn.

## Anicca, dukkha, anatta
In veel suttas (toespraken van de Boeddha) worden de drie karakteristieken op de volgende manier gepresenteerd:
1. Alle geconditioneerde dingen zijn anicca (Pali): impermanent, inconsistent, veranderlijk van aard.
2. Alle geconditioneerde dingen zijn daarom ook dukkha: pijnlijk, brengers van ongemak en oncomfortabel. Dukkha verwijst ook naar de inherente stress die veranderlijke dingen beleven.
3. Omdat ze inconsistent en veranderlijk zijn én ongemak brengen, is het niet passend om ze als iemands bezit of als 'zelf' te beschouwen. Het past ze te beschouwen als  anatta: niet-zelf of zonder zelf, zonder eigenaar, bezitter.

De Boeddha redeneerde dat als je dingen helemaal als jezelf of 'van jezelf' ervaart, je er perfecte controle over kunt of moet kunnen uitoefenen. Men denkt bij 'dingen' allereerst aan de vijf zintuigen en het zenuwstelsel. Niets moet ze overkomen waarvan jij niet wilt dat het ze overkomt. Echter, omdat geconditioneerde dingen veranderlijk (anicca) zijn conform hun condities of relevante oorzaken zijn ze niet ultiem controleerbaar of wilsafhankelijk. Daardoor zijn ze belast met interne spanningen die leiden tot ongemak en erger (dukkha).
Dukkha betekent overigens niet dat dingen geen comfort zouden kúnnen brengen. Deze term slaat op het (allereerst mentale) ongemak veroorzaakt door het feit dat ze niet zelden hun eigen weg gaan (= autonoom zijn) en onze wil en intenties niet volgen. Verlangens blijven dan onbevredigd, intenties onbeantwoord en dát is de werkelijke dukkha.

## Het geconditioneerde en het ongeconditioneerde
Anicca en dukkha hebben betrekking op alle geconditioneerde dingen. Anatta echter heeft betrekking op alle dingen: zowel de geconditioneerde dingen als het ongeconditioneerde of het doodloze. Het ongeconditioneerde kan in de toestand van Nirvana ervaren worden. Dat is de ervaring als men van alle geconditioneerde dingen onthecht is. Dit ongeconditioneerde is, net als de geconditioneerde dingen, anatta of niet-zelf, terwijl het verschilt van de geconditioneerde dingen doordat het nicca is, d.w.z. permanent en zonder lijden.

## Plaats binnen de leer
De lering van de drie karakteristieken is een fundamenteel concept van het boeddhisme. Een diepgaand inzicht hierin leidt tot het bereiken van Verlichting. Ook al voor de beginner is een goed begrip en een goede toepassing van de lering van de drie karakteristieken een essentieel aspect van de boeddhistische praktijk.
De Anatta Lakkhana Sutta is de tweede lering die de boeddha gaf na zijn verlichting. In deze toespraak gaf hij een gedetailleerde uitleg van de drie karakteristieken en tijdens het luisteren naar deze toespraak bereikten de eerste vijf discipelen van de Boeddha het Nirvana en werden zo Arahants.

## Relatie met andere concepten
De lering over de drie karakteristieken staat niet op zich. Voor een helder begrip van deze lering is ook een goed begrip van de lering over de vijf khandhas en de Vier Nobele Waarheden essentieel.